# Secret Voyage
Secret Voyage er det syvende studiealbum af den britisk/amerikanske folkrockgruppe Blackmore's Night. Ifølge SPV's pressemeddelelse er Secret Voyage endnu en kaleidoskopisk musikalsk rejse gennem tid og rum der inkorporerer og omarrangerer tradittionelle melodier fra hele Europa og blander gammelt og nyt. Secret Voyage består af tolv numre, der er indspillet af Candice Night, Ritchie Blackmore og deres Band of Minstrels.
Secret Voyage vandt New Age Reporter Lifestyle Music Award som bedste keltiske album. Det blev også nomineret til NAR awards i de to kategorier Best Vocal Album og Best Cover Artwork for a CD.

## Spor
| Nr. | Titel                            | Music | Længde |
| --- | -------------------------------- | --- | ------ |
| 1.  | "God Save the Keg""              | Ritchie Blackmore, Pat Regan, Traditionel                                                                                 | 3:40   |
| 2.  | "Locked Within the Crystal Ball" | Blackmore, Candice Night, Traditionel efter temaet fra "Stella Splendens" fra "Llibre Vermell de Montserrat", 1300-tallet | 8:04   |
| 3.  | "Gilded Cage"                    | Blackmore, Night, Traditional                                                                                             | 3:42   |
| 4.  | "Toast to Tomorrow"              | Blackmore, Night, traditionel russisk "Виновата ли я..."                                                                  | 3:49   |
| 5.  | "Prince Waldeck's Galliard"      | Blackmore | 2:13   |
| 6.  | "Rainbow Eyes"                   | Rainbow cover | 6:01   |
| 7.  | "The Circle"                     | Blackmore, Night | 4:48   |
| 8.  | "Sister Gypsy"                   | Blackmore, Night | 3:21   |
| 9.  | "Can't Help Falling in Love"     | (Elvis Presley cover) | 2:51   |
| 10. | "Peasant's Promise"              | Blackmore, Night, Traditionel                                                                                             | 5:33   |
| 11. | "Far Far Away"                   | Kenn Machin | 3:54   |
| 12. | "Empty Words"                    | Blackmore, Night, Traditionel                                                                                             | 2:40   |

## Udgivelseshistorie
| Land     | Dato          |
| -------- | ------------- |
| Tyskland | 27. juni 2008 |
| Europa   | 30. juni 2008 |
| USA      | 15. juli 2008 |

## Hitlister
| År   | Hitliste                             | Placering |
| ---- | ------------------------------------ | --------- |
| 2008 | USA (Billboard New Age Albums Chart) | 1         |
| 2008 | Tyskland                             | 14        |
| 2008 | Finland                              | 38        |
| 2008 | Østrig                               | 40        |
| 2008 | Sverige                              | 44        |
| 2008 | Scheiz                               | 67        |
| 2008 | Holland                              | 95        |